# Nieves Yankovic
Margarita Nieves Yankovic Garafulic (Antofagasta, 20 de octubre de 1916 - Santiago, 22 de octubre de 1985) fue una actriz, productora y documentalista chilena. Además fue escultora, bailarina y dibujante.

## Biografía
Era hija de una familia de ascendencia croata que residía en el norte de Chile. Durante su juventud viajó a Europa, estudiando Bellas Artes en Brighton, Inglaterra, y danza clásica en la Real Academia de Zagreb, en Yugoslavia, país donde se graduó también en sociología y psicología.
Volvió a Chile en la década de 1940, dedicándose a la actuación participando del Teatro Experimental de la Universidad de Chile con el nombre de Nieves Yanko. Participó de varias obras teatrales y tuvo sus primeros acercamientos con el cine, especialmente con el trabajo detrás de cámara en Chilefilms.
En 1946 se casó con el ingeniero de sonido argentino Jorge Di Lauro, con quien trabajó en conjunto en la dirección de los documentales Isla de Pascua y Andacollo, piezas que son consideradas como fundamentales en el desarrollo del cine de no ficción chileno. Su última obra, Año Santo Chileno (1974) quedaría inconclusa debido a la desaparición del camarógrafo Jorge Müller y su pareja Carmen Bueno durante la dictadura.
En el ámbito político fue militante de la Izquierda Cristiana (IC). Además era una reconocida animalista, ya que junto a su esposo recogió a una veintena de perros callejeros, a los que brindó alimento y refugio.

## Filmografía

### Como actriz
- 1944: Romance de medio siglo
- 1945: Amarga verdad
- 1946: El Padre Pitillo
- 1949: El paso maldito
- 1952: El ídolo

### Como directora
Todo codirigido con Jorge di Lauro:
- 1958: Andacollo
- 1960: Los aristas chilenos plásticos
- 1961: Isla de Pascua
- 1962: Verano en invierno
- 1964: San Pedro de Atacama
- 1966: Cuando el pueblo avanza
- 1970: Operación Sitio
- 1972: Obreros campesinos

## Historial electoral

### Elecciones parlamentarias de 1973
- Elecciones parlamentarias de 1973 para el Tercer Distrito de Santiago, Puente Alto[7]

| Candidato                                 | Partido                    | Votos   | %      | Resultado |
| ----------------------------------------- | -------------------------- | ------- | ------ | --------- |
| A. Confederación de la Democracia         |                            |         |        |           |
| Alberto Zaldívar Larraín                  | PDC                        | 88 618  | 15,68  | Diputado  |
| Carlos Dupré Silva                        | PDC                        | 73 691  | 13,04  | Diputado  |
| José Quezada Meléndez                     | DR                         | 6821    | 1,21   |           |
| Jorge Monckeberg Barros                   | PN                         | 69 782  | 12,35% |           |
| Gustavo Alessandri Valdés                 | PN                         | 85 846  | 15,19% | Diputado  |
| Votos de Lista                            | CODE                       | 7494    | 1,33   |           |
| B. Unidad Popular                         |                            |         |        |           |
| Mario Palestro Rojas                      | PS                         | 112 556 | 19,92  | Diputado  |
| Nieves Yankovic Garafulic                 | IC                         | 5639    | 1,00%  |           |
| José Insulza Salinas                      | MAPU                       | 18 815  | 3,33   |           |
| Miguel León Prado Oyarzún                 | PR                         | 5825    | 1,03   |           |
| Jorge Insunza Becker                      | PCCh                       | 83 225  | 14,73  | Diputado  |
| Votos de Lista                            | UP                         | 6773    | 1,20   |           |
| Votos válidamente emitidos                | Votos válidamente emitidos | 565 085 | 98,59  |           |
| Votos nulos                               | Votos nulos                | 4961    | 0,87   |           |
| Votos en blanco                           | Votos en blanco            | 3124    | 0,54   |           |
| Total de votos emitidos                   | Total de votos emitidos    | 573 170 | 100    |           |
| Fuente: Dirección del Registro Electoral. |                            |         |        |           |